# Meister Zacharius

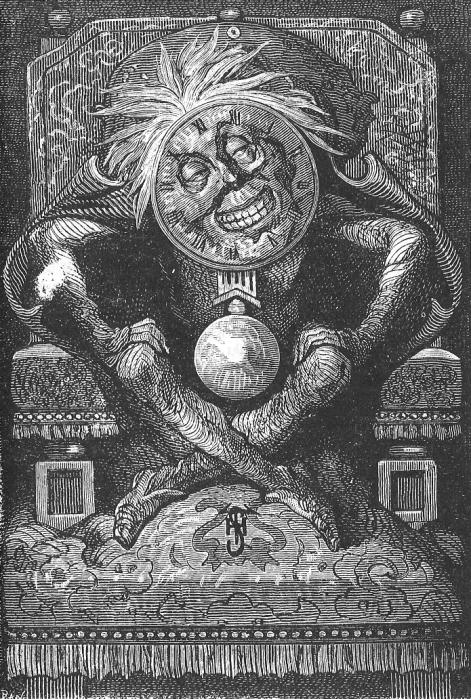
Illustration von Lorenz Froelich für die Kurzgeschichte Meister Zacharius

Meister Zacharius ist eine Kurzgeschichte des französischen Autors Jules Verne. Die Kurzgeschichte wurde erstmals im April und Mai 1854 unter dem französischen Titel Maître Zacharius ou l’horloger qui avait perdu son âme. Tradition genevoise in der Zeitschrift Musée des familles veröffentlicht. 1874 wurde die Geschichte dann erstmals in Buchform in der Sammlung von Erzählungen Eine Idee des Dr. Ox (Le Docteur Ox) veröffentlicht.

## Handlung
Zu einer nicht näher definierten Zeit, vermutlich im 17. oder 18. Jahrhundert, wohnt am Rande des Genfer Sees in der damals noch kleinen Stadt Genf der Uhrmachermeister Zacharius. Sein Haus befindet sich auf einer kleinen Insel der Rhone im Zufluss des Sees. Das Fundament des Hauses besteht aus ziemlich verrotteten Pfählen. Zacharius ist Uhrmacher aus Überzeugung und hat als Mechaniker einige kleine Erfindungen gemacht, die ihn über die Grenzen der Stadt hinaus bekannt machen. Die Anerkennung für die von ihm entwickelte Ankerhemmung erfüllt ihn mit Stolz, aber auch mit Überheblichkeit. Seine Uhren zeichnen sich durch eine hohe Genauigkeit und Präzision aus, die mit künstlerischem Anspruch gepaart ist. Für Zacharius ist das die Grundlage für ein materiell abgesichertes Leben.
Zacharius pflegt in seiner abgeschiedenen Werkstatt Umgang nur mit seinem Gesellen Aubert. In seinem Haus wohnen noch seine Tochter Gérande und die alte Haushälterin Scholastique. Aubert und Gérande verlieben sich ineinander und planen bald zu heiraten. Der schon immer introvertierte Zacharius wird immer wunderlicher. Er leidet außerdem an einer geheimnisvollen Krankheit, die ihn immer weiter dahinsiechen lässt. Er verliert seinen inneren Antrieb. Parallel dazu gibt es Probleme mit seinen in der Vergangenheit gebauten Uhren. Zacharius fühlt sich dadurch in seinem Stolz angegriffen. Er will außerdem seine ganz besondere Philosophie der Arbeit an seinen Gesellen vermitteln, der jedoch eine abweichende Einstellung zu seiner Arbeit hat. Zacharius will Aubert vermitteln, dass die Metalle, die Zacharius bearbeitet hat, durch dessen Genialität zu pulsieren beginnen wie lebendiges Fleisch. Er sagt zu Aubert, dass er hinter das Geheimnis des Lebens gekommen sei. Er versteht darunter die geheimnisvolle Verbindung zwischen Seele und Körper. Er vergleicht sich zunehmend mit Gott, dem er sich durch seine kreative Arbeit und seine Schöpfungen zumindest gleichgestellt sieht.
Der zur Glaubensfrage erhobene Konflikt zerfrisst Zacharius zunehmend. Als dann auch noch die ersten Kunden in seine Werkstatt kommen, die ihm seine inzwischen allesamt defekten Uhren zurückbringen, sieht er sich von der Welt missverstanden und leidet zunehmend auch körperlich darunter. Ein sonderbares Männchen taucht auf, das wie eine vermenschlichte Uhr wirkt. Dieses Männchen besucht den Meister Zacharius, verfolgte aber auf dem Weg dorthin in der Stadt die Kinder. Gérande ist zutiefst beunruhigt, da das Männchen die Ansicht äußert, dass Gérande Aubert nie heiraten wird.
Gérande begreift, dass ihr Vater den rechten Glauben verloren hat. Sie beschließt, dass ihr Vater außer durch ihre alltäglichen Gebete auch durch einen Besuch in der Kathedrale St. Peter geläutert werden soll. Die letzten noch fehlenden Uhren werden von den Kunden zu dem Meister zurückgebracht. Alle Kunden verlangen ihr Geld zurück, da die Uhren unbrauchbar sind. Meister Zacharius muss sich von seinem bescheidenen Wohlstand trennen. Armut kehrt in das Haus ein. Gérande kann ihren Vater zum Kirchenbesuch überreden. Zacharius ist jedoch kein demütiger Kirchgänger. Voller Hochmut bleibt er in der Kirche stehen, die Worte von der Kanzel dringen nicht zu ihm durch. Da trifft ihn etwas in seinem tiefsten Inneren: Die Kirchturmuhr, die bis dahin noch genau gelaufen ist, bleibt mitten im Gottesdienst stehen. Zacharius bricht bewusstlos zusammen. Zuhause begreift er, dass seine Zeit abgelaufen ist. Er verspricht geschwächt Aubert die Hand seiner Tochter. Er wehrt sich gegen den Tod. Er blättert einer Ahnung folgend seine Auftragsbücher durch und findet heraus, dass alle seine Uhren bis auf eine zurückgebracht worden sind. Er bildet sich ein, dass seine eigene Existenz an diese Uhr gebunden ist, und will sie wiederfinden.
Zur Überraschung der jungen Leute verschwindet er. Diese folgen ihm anhand der Angaben in dem Auftragsbuch. Die fehlende Uhr befindet sich offensichtlich im Schloss von Andermatt. Er ist fast toll vor Glück, als er die noch intakte Uhr findet, und versucht sie in seinen Besitz zu bringen, da sie für ihn das Symbol seines Lebens ist. Das geheimnisvolle Männchen taucht auf. Es stellt sich heraus, dass es im Schloss wohnt und der Eigentümer der Uhr ist. Das Männchen verspricht Meister Zacharius die Uhr, wenn dieser ihm seine Tochter zur Frau gibt. Die beiden Verlobten sind entsetzt. Die gesuchte Uhr ist so konstruiert, dass sie in regelmäßigen Abständen über eine sinnreiche Mechanik fromme Sprüche anzeigt. Jetzt zeigt sie aber stattdessen blasphemische Aussprüche an, wie zum Beispiel: „Der Mensch kann Gott gleich werden“. Schließlich zerplatzt die Uhr. Das Männchen Pittonaccio versinkt mit einer Gotteslästerung auf den Lippen im Boden und Meister Zacharius stirbt.